# أريسا ماتسوبارا
أريسا ماتسوبارا (باليابانية: 松原有沙) هي لاعبة كرة قدم يابانية، ولدت في 1 مايو 1995 في هوكايدو في اليابان. لعبت مع Nojima Stella Kanagawa Sagamihara ‏.

## وصلات خارجية
- أريسا ماتسوبارا على موقع الاتحاد الدولي (مؤرشف)  (الإنجليزية)
- أريسا ماتسوبارا على موقع الاتحاد الدولي (مؤرشف)  (الإنجليزية)
- أريسا ماتسوبارا على موقع قاعدة بيانات كرة القدم.إي يو (الإنجليزية)
- أريسا ماتسوبارا على موقع Soccerway.com (الإنجليزية)
- أريسا ماتسوبارا على موقع عالم كرة القدم.نت (الإنجليزية)